# Histoire de l'État de New York
L'histoire de l'État de New York occupe une place centrale dans celle des États-Unis, le grand port de la côte s'étant placé très tôt au cœur des réseaux de communication.

## L'époque autochtone

Le territoire de l'actuel État de New York était dominé par les Iroquois (en violet) et les Algonquins (en rose).

Les ancêtres des Iroquois, venus de la chaine des Appalaches ont peuplé la région et précédé l'arrivée des indiens algonquins de New York. Aux alentours des années 1100, ces deux cultures se sont développées, en laissant des traces archéologiques. Ainsi les cinq nations iroquoises vivaient sur un territoire qui allait jusqu'à New York. Les Iroquois étaient cultivateurs mais avaient aussi établi une domination du commerce des fourrures qui les a placés en position de force quand les premières vagues de colons européens sont arrivés.

## L'exploration d'Henry Hudson

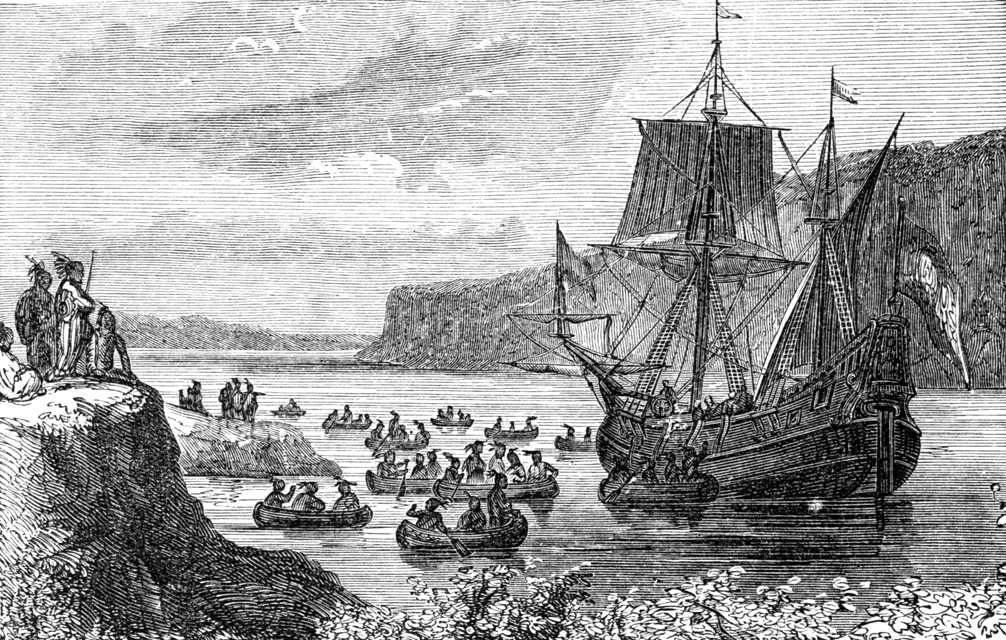
Illustration du Halve Maen sur le fleuve Hudson en 1609.

Dans son livre du Nouveau Monde, publié en 1625, qui contient des extraits précieux de la revue perdue d'Hudson, Johannes de Laet, un administrateur de la Compagnie des Indes occidentales, écrit qu'il a exploré la baie de l'Hudson nommée rivière de l'Ile Maurice, en l'honneur du Lord-lieutenant de Hollande Maurits. Le navire a remonté le fleuve Hudson jusqu'à l'emplacement actuel d'Albany, New York, où l'équipe a déterminé que l'eau était insuffisante et le passage trop étroit et trop peu profond pour aller plus loin. Quittant, l'estuaire, il a navigué au nord-est, sans se rendre compte que les terres correspondant aux îles de Manhattan et Long Island étaient des îles.

## Avant la création de l'État, les colonies hollandaises et anglaises

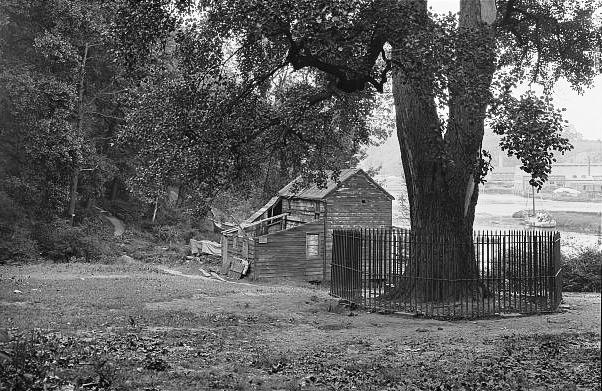
Le tulipier sous lequel la vente de l'île de Manhattan aurait été négociée.

L'exploration d'Henry Hudson, en 1609, le long du fleuve Hudson, amène la Compagnie néerlandaise des Indes orientales à fonder une décennie plus tard Fort Nassau et Fort Orange près de l'actuelle ville d'Albany en 1624. Tous deux et le comptoir du Fleuve Connecticut sont fusionnés avec La Nouvelle-Amsterdam, fondée en 1626 par Pierre Minuit sur le site actuel de Battery Park à Manhattan, afin de parer à l'agressivité des Mohawks.
La colonie compte déjà 7 000 et 10 000 habitants en 1664, quand elle est rebaptisée New York, en l'honneur du duc d'York, frère de Charles II, futur roi d'Angleterre. Pendant la guerre d'indépendance américaine, les Britanniques sont repliés sur New York au cours du très sévère hiver 1778 et encerclés par l'armée du général George Washington séparée en trois divisions, pour cerner le grand port. Dix ans plus tard, New York est le onzième État à ratifier la nouvelle Constitution américaine en 1788 et intégrer ainsi l'Union.

## La croissance de la Province de New York

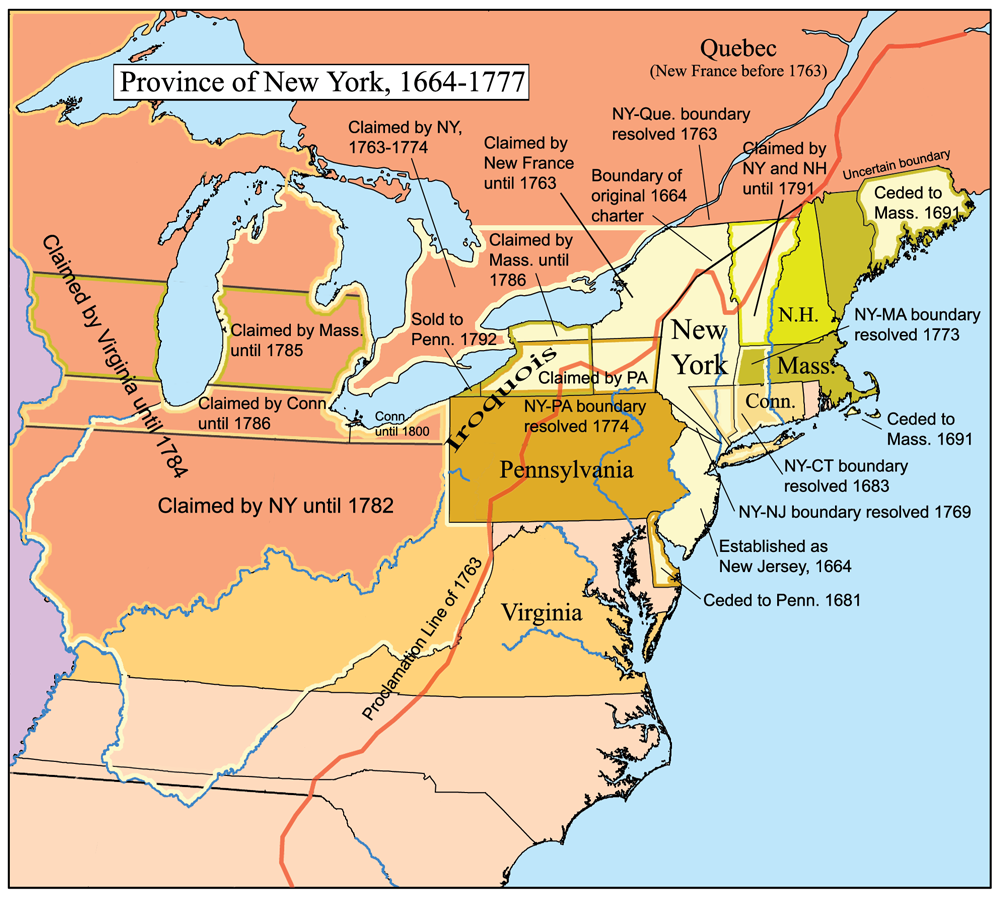
Carte de la Province de New York.

Les grands domaines agricoles ont été développés le long du fleuve Hudson par des colons fortunés mais pas toujours au fait des réalités agricoles pendant le XVIIIe siècle. Parmi eux, Livingston, Cortlandt, Philipsburg, et Rensselaerswyck. Ils ont représenté plus de la moitié des terres inexploitées de la colonie. La province de New York a prospéré grâce à la pratique de l'agriculture, dans la vallée de l'Hudson en collaboration avec l'activité commerciale et artisanale du Port de New York. La population de New York a augmenté sensiblement au cours de ce siècle: entre le premier recensement colonial de 1698 et 1771, la population de la province a augmenté de neuf fois, pour atteindre 168 007 habitants.

## La sixième colonie la plus peuplée en 1780
En 1780, au moment de la Guerre d'indépendance des États-Unis d'Amérique, la Province de New York devient la sixième des colonies américaines par la population, passant devant celle du Connecticut, la colonie qui la borde au nord. Le port de New York n'y apporte qu'une contribution modeste. Même en 1790, l'Amérique est encore très rurale et faite de villages et petites villes: les cinq premières agglomérations, dont les deux principales, Philadelphie et Boston, ne représentent que 136 000 habitants, soit seulement 5,5 % de la population. Vers 1750, la population de Philadelphie avait dépassé celle de Boston.
| Année            | Population en 1750 | Population en 1780 | Position en 1780 |
| Virginie         | 180 000 habitants  | 538 000 habitants  | 1er en 1780      |
| Pennsylvanie     | 85 000 habitants   | 327 000 habitants  | 2e en 1780       |
| Caroline du Nord | 51 000 habitants   | 270 000 habitants  | 3e en 1780       |
| Massachusetts    | 188 000 habitants  | 260 000 habitants  | 4e en 1780       |
| Maryland         | 116 000 habitants  | 245 000 habitants  | 5e en 1780       |
| New York         | 76 000 habitants   | 210 000 habitants  | 6e en 1780       |
| Connecticut      | 111 000 habitants  | 206 000 habitants  | 7e en 1780       |
| Caroline du Sud  | 45 000 habitants   | 180 000 habitants  | 8e en 1780       |
| New Jersey       | 51 000 habitants   | 139 000 habitants  | 9e en 1780       |
| New Hampshire    | 27 000 habitants   | 87 000 habitants   | 10e en 1780      |
| Géorgie          | 5 200 habitants    | 56 000 habitants   | 11e en 1780      |
| Rhode Island     | 33 000 habitants   | 52 000 habitants   | 12e en 1780      |
| Maine            | 0 habitant         | 49 000 habitants   | 13e en 1780      |
| Vermont          | 0 habitant         | 47 000 habitants   | 14e en 1780      |
| Delaware         | 19 000 habitants   | 45 000 habitants   | 15e en 1780      |
| Kentucky         | 0 habitant         | 45 000 habitants   | 16e en 1780      |
| Tennessee        | 0 habitant         | 10 000 habitants   | 17e en 1780      |

## Le percement du canal Érié

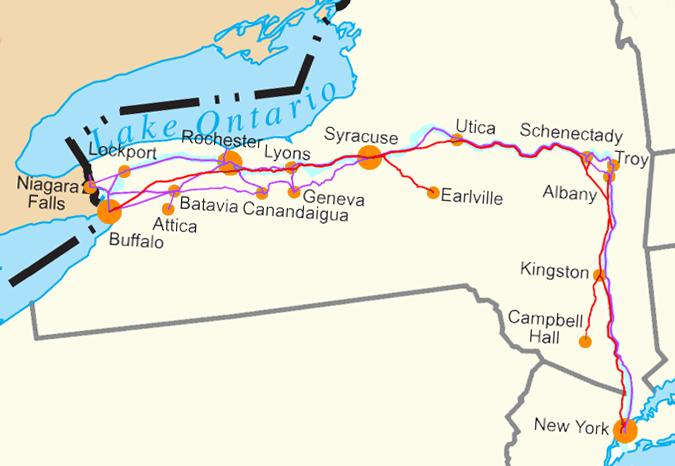
Tracés du canal Erié (en bleu) et des lignes de chemin de fer New York Central Railroad (violet) et West Shore Railroad (rouge)

Le jeune État de New York connait un développement très rapide grâce à la décision d'entreprendre très tôt le percement du canal Érié, jusqu'au lac éponyme, ce qui lui donne accès à la navigation sur les Grands Lacs américains et des communications avec le colonies anglaises du Canada. Il permit de réduire de 90 % les coûts de transport[réf. nécessaire] entre la côte est et les zones de l'intérieur du continent, qui étaient alors encore sauvages. Après s'être heurté au refus du président Thomas Jefferson, l'entrepreneur Jessie Hawley sollicita l'appui du gouverneur DeWitt Clinton. Candidat fédéraliste à la présidentielle de 1812, puis chassé par la Régence d’Albany, DeWitt Clinton a obtenu dès 1811 que des obligations de l'État de New York financent le canal Érié, offrant à Wall Street sa première réussite. Les travaux débutèrent le 4 juillet 1817 à Rome (New York) et prirent près de huit ans. La première section ouvre en 1819, et le reste le 26 octobre 1825. Long de 584 km, large de 12 m et n'est profond que d'un mètre vingt. Il a fallu 83 écluses pour compenser la différence d'altitude de 183 m entre le fleuve Hudson à Albany et le lac Érié. Sa mise en service accéléra la colonisation de l'État de New York, avec le développement des villes de Buffalo, Rochester, Syracuse, Rome, Utica et Schenectady.

## La Régence d'Albany

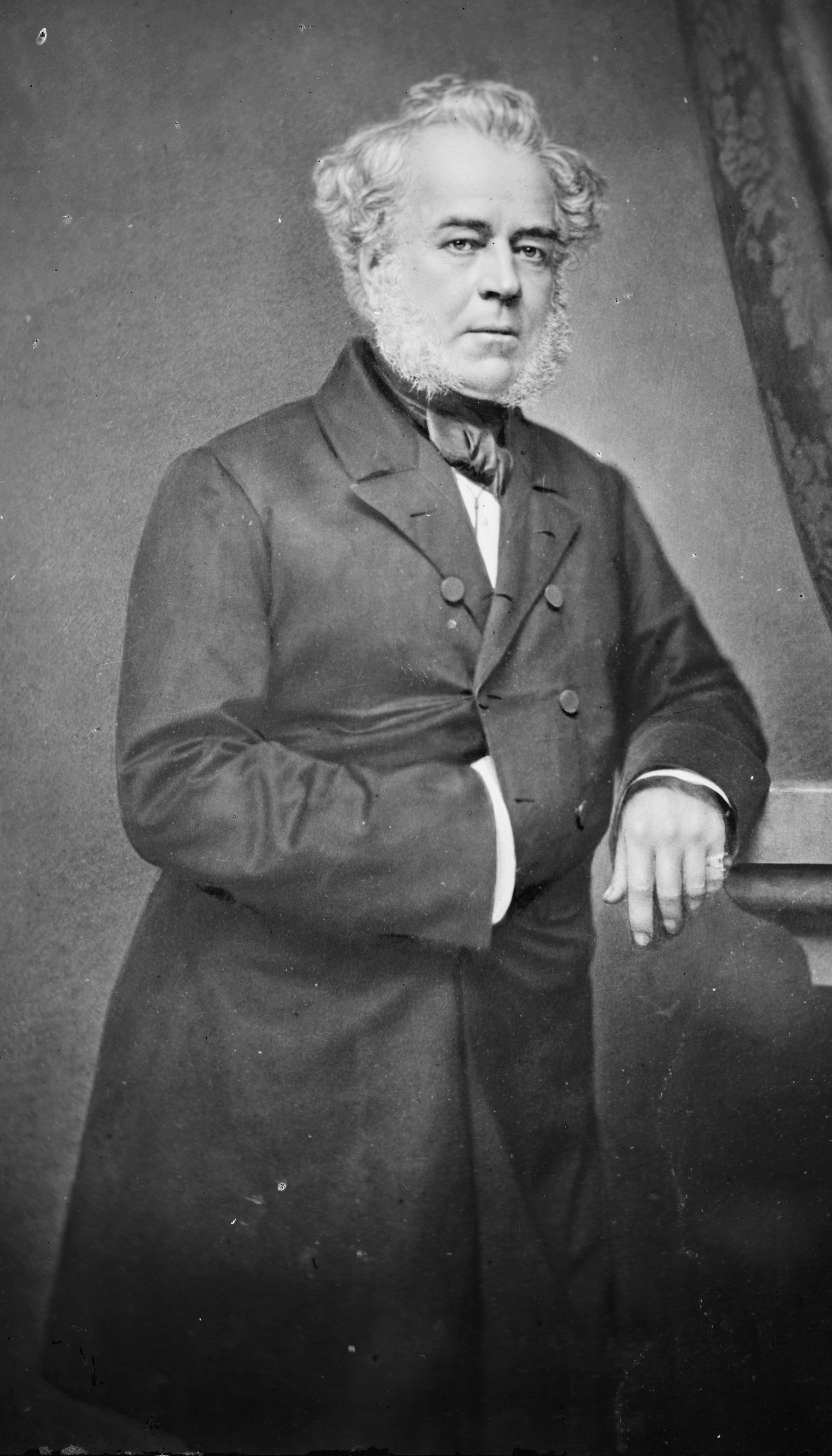
James Watson Webb, patron de presse new yorkais.

En 1797, la capitale de l'État de New York avait été transférée de Kingston à Albany. La ville avait un prestige historique, car Benjamin Franklin, y présenta en 1754 le Plan Albany d'Union, la première proposition formelle pour unir les colonies, devant les représentants de sept des colonies britanniques réunis pour le Congrès d'Albany. En 1810, Albany était la dixième ville des États-Unis, avec 10 763 habitants. À partir de là et jusqu'au milieu des années 1830 se met en place la Régence d’Albany. Qualifiée de "machine politique dirigée par Martin Van Buren", redoutée dans le domaine économique et financier elle désigne un groupe d'hommes d'affaires qui exigent et obtiennent le renvoi de leurs adversaires de la plupart des postes dans l'administration, et désignent leurs candidats, en général aussitôt acceptés. Les fédéralistes furent alors remplacés par les candidats proposés par les journaux coalisés autour de cette "Régence", comme l’Albany Argus, fondé en 1813 par Jesse Buel (1778-1839), au ton très agressif mais considéré comme le titre américain le plus influent. Autre pilier de la "Régence d’Albany", The Enquirer, qui en 1829 fusionne avec le New York Courier pour devenir le Courier and Enquirer de James Watson Webb, le journal américain le plus lu, et le Washington Globe, d'Amos Kendall, à la tête duquel Andrew Jackson place en 1930 son neveu Francis Preston Blair.

## Le développement de l'agriculture

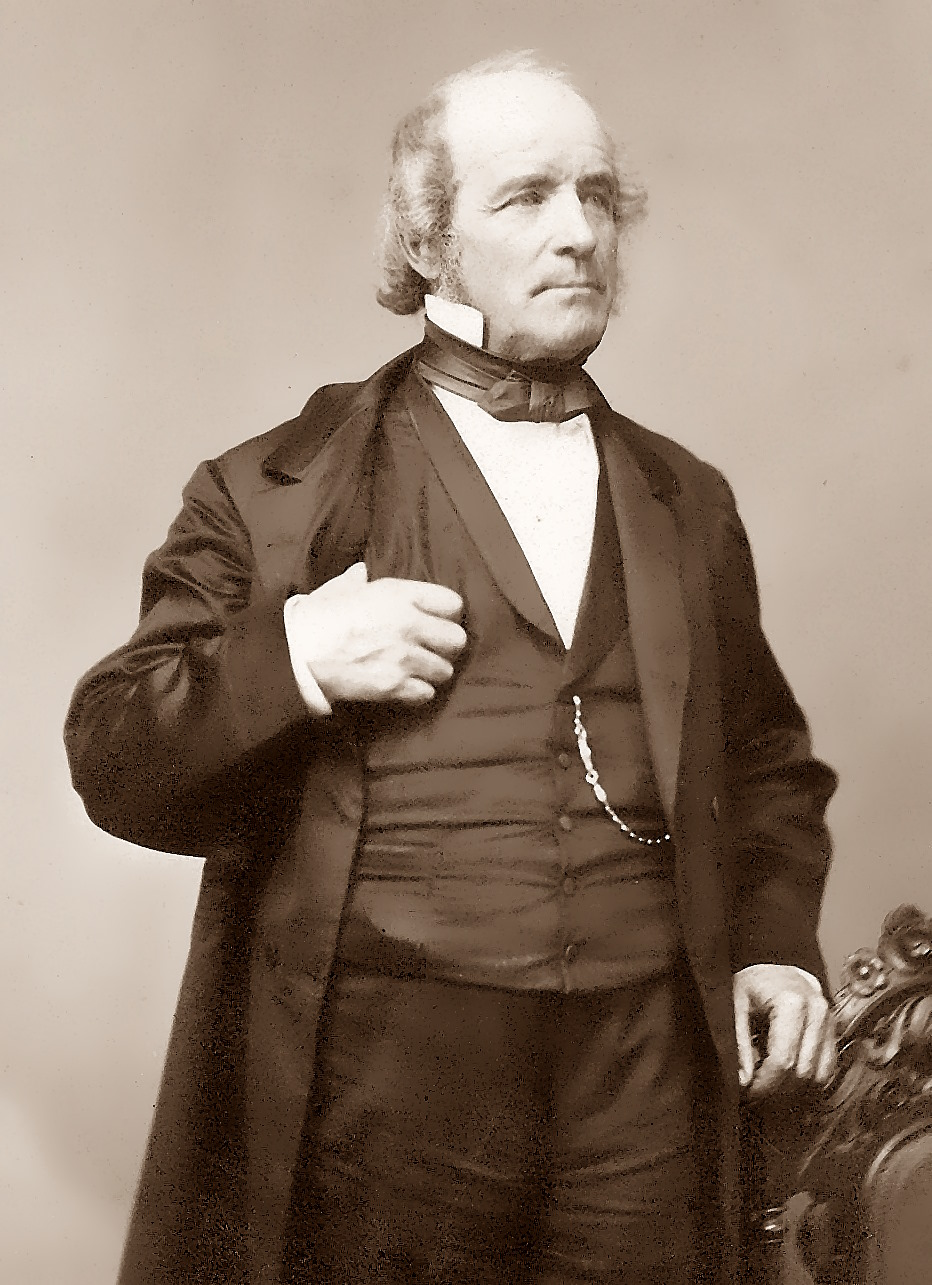
Joseph Dart vers 1870. Son silo élévateur à grains permet aux villes de l'État de New York de commercer plus facilement avec les Grands Lacs.

Grâce au canal Érié, les villes d'Albany à Buffalo, situées au bord des Grands Lacs, connaissent une prospérité importante dans les années 1830. L'invention du télégraphe en fait des villes-champignons au cours de la décennie suivante dans une région agricole en pleine émergence. Huit quotidiens situés à l'ouest d'Albany, créent la New-York State Associated Press, coopérative pour suivre de près l'actualité européenne, alors préoccupante. Dès septembre 1845, les cultivateurs peuvent lire dans leur American Farmer un pronostic de forte hausse des prix du blé, en raison d'une production britannique déficitaire. La maladie de la pomme de terre en Irlande est aussi évoquée par le journal, qui cite un European Times arrivé par le dernier paquebot. La Grande famine en Irlande vient de démarrer.
En juin 1846, le premier ministre britannique Robert Peel doit abroger les lois protectionnistes sur les céréales. Quelques mois plus tôt, le 9 novembre 1845, il a fait acheter discrètement cent mille sterlings de maïs américain par la banque Barings. L'idée vient de Randolph Routh, fonctionnaire anglais à Cork. Lors d'un précédent poste au Canada, il s'est intéressé à l'Indian Corn, le "mais des amérindiens". En 1847, The Genesee Farmer, Journal de l'agriculture et de l'horticulture de Rochester (New York) centralise des conseils pour sa culture. Son importation en Angleterre avait été proposée dès 1842 par un mémoire du journaliste John S. Bartlett.
Fin octobre 1846, le prix des céréales a bondi de 50 pour cent à Cork, peu après les violentes crûes de la Loire, les 21, 22 et 23 octobre, qui ont rompu une digue à Orléans et menacent d'aggraver la pénurie alimentaire européenne. En 1846, avant la ligne de télégraphe, les prix des céréales à Buffalo étaient en retard de quatre jours sur ceux de New York, mais désormais l'information circule sans tarder et de manière plus fiable.
Les cultivateurs américains répondent par un bond des exportations de maïs des Grands Lacsː 4,5 millions de boisseaux en moyenne par an sur 1847-1849, trois fois le niveau de 1846. Ils investissent massivement dans de nouvelles technologies, la moissonneuse-batteuse de Cyrus McCormick et le silo élévateur à grains de Joseph Dart, conçu pour le verrou de Buffalo (les cargaisons des Grands Lacs doivent y être transférées sur les péniches du Canal Érié). Les ventes de ces deux produits, mis au point dans la région, peu de temps avant, ne décollent qu'en 1846-1847 et entraînent une explosion de la production de céréales sur tout le pourtour des  Grands Lacs. La New-York State Associated Press y a contribué. Mais cinq ans après sa création, l'opérateur du télégraphe New York-Buffalo impose à ses clients le recours à une autre agence de presse, Abott et Winnan, et jusqu'en 1855. La NYSAP y survivra et ne fusionnera avec sa voisine new-yorkaise qu'à la fin du siècle.

## L'expansion industrielle de la fin duXIXesiècle

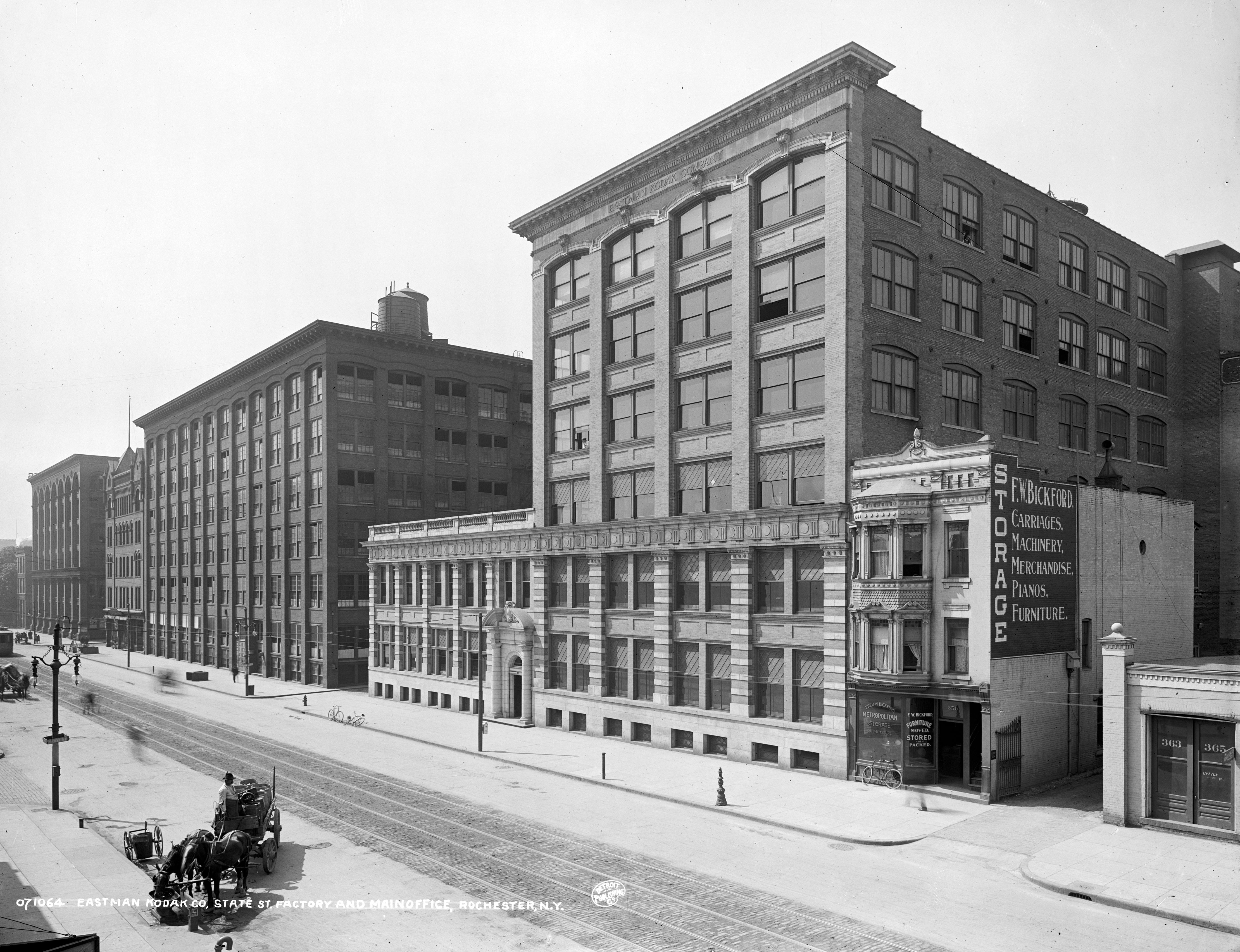
Siège d'Eastman Kodak, à Rochester en 1900.

Dans les dernières décennies du XIXe siècle et les suivantes, New York a renforcé sa domination dans de nombreuses industries, y compris les activités financières et bancaires. Eastman Kodak a été fondée en 1888 à Rochester et General Electric à Schenectady. Buffalo et Niagara Falls attiré de nombreuses usines à la suite de l'avènement de l'énergie hydroélectrique dans la région. Avec le développement de l'industrie, les travailleurs ont commencé à s'unir à New York dès les années 1820. En 1882, les Chevaliers du travail à New York avait 60 000 membres. Les syndicats ont utilisé leur influence politique pour limiter les heures de travail dès 1867. L'industrie du fromage s'est établie dans la vallée de la rivière Mohawk. En 1881, l'État avait plus de 241 000 exploitations agricoles.